# Physcomitrium arenicola
Physcomitrium arenicola är en bladmossart som beskrevs av Lazarenko 1928. Physcomitrium arenicola ingår i släktet huvmossor, och familjen Funariaceae. Inga underarter finns listade i Catalogue of Life.